# Таганки
Таганки (ранее Поганка) — бывшая деревня Угранского района Смоленской области.
Располагалась на реке Неделька (ранее Неделена). Рядом — деревня Руднево.

## История
В «Списке населённых мест Смоленской губернии» указана как владельческое сельцо Поганка при речке Недельке по левую сторону старого Догобужского тракта. В сельце 16 дворов и 176 жителей.
В 1893 году здесь родился Филипп Афанасьевич Ершаков, командарм.
В 1904 году Таганки — деревня Городищенской волости Юхновского уезда с 34 дворами и 158 жителями.
В советское время деревня входила в Русановский сельский совет.
В марте 1942 года в районе деревень Таганки—Руднево—Малая Еленка располагался, вышедший из окружения, 250-й воздушно-десантный полк.
На 1993 год деревня значится как прекратившая существование.